# Krasnogorskij (ort i Kazakstan)
Krasnogorskij (ryska: Красногорский) är en ort i Kazakstan.   Den ligger i oblystet Aqmola, i den centrala delen av landet, 400 km väster om huvudstaden Astana. Krasnogorskij ligger 206 meter över havet och antalet invånare är 3 646.
Terrängen runt Krasnogorskij är huvudsakligen platt. Krasnogorskij ligger nere i en dal. Runt Krasnogorskij är det mycket glesbefolkat, med 5 invånare per kvadratkilometer. Det finns inga andra samhällen i närheten. Trakten runt Krasnogorskij består i huvudsak av gräsmarker.